# Zivania
Zivania o zivana (en grec, ζιβανία, ζιβάνα; en turc, Zibaniya) és un aiguardent d'origen xipriota elaborat a partir de la destil·lació d'una barreja d'orujo de raïm i vins secs locals elaborats amb raïms de les varietats Xynisteri i Mavro. El nom de zivania deriva de zivana (en grec: ζίβανα) que significa orujo en el dialecte grec xipriota.
El seu contingut alcohòlic varia, sent el 45% vol. el valor típic. Tal com defineix la llei, el zivania no pot tenir més del 60% de contingut alcohòlic.

## Història
Es desconeix quan es va produir per primera vegada zivania a Xipre. Alguns creuen que el mètode de producció de zivania, que s’assembla al de produir tsípuro, va ser portat a Xipre pels monjos del mont Athos al segle xv, mentre que d'altres creuen que es va produir a Xipre des del temps que la República de Venècia va governar l’illa, cap a finals del segle xv. L'evidència de la seva producció continuada durant el domini otomà i britànic de l'illa prové d'escriptors com el britànic Samuel Baker, qui el 1879 informa: «... s'aparten les pells i tiges rebutjades per fermentar-les per a la fabricació de rakia, o alcohol, per destil·lació ... ».
El 1949, un decret colonial britànic va prohibir la distribució i exportació de zivania i va restringir la seva producció al consum personal únic del productor. Aquest decret va ser suprimit el 1998.

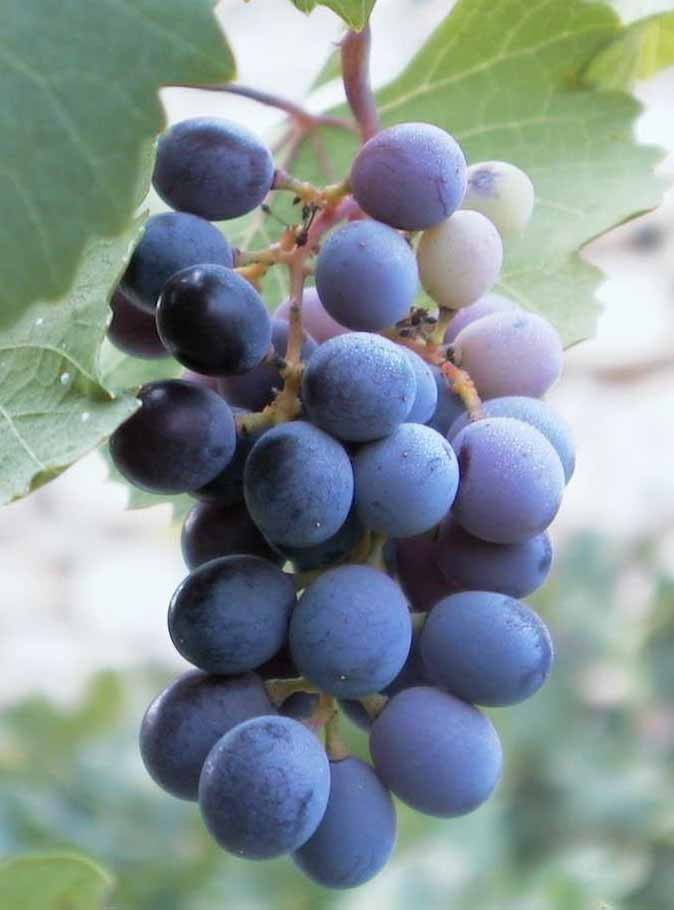
Raïm mavro utilitzat en la producció de zivania
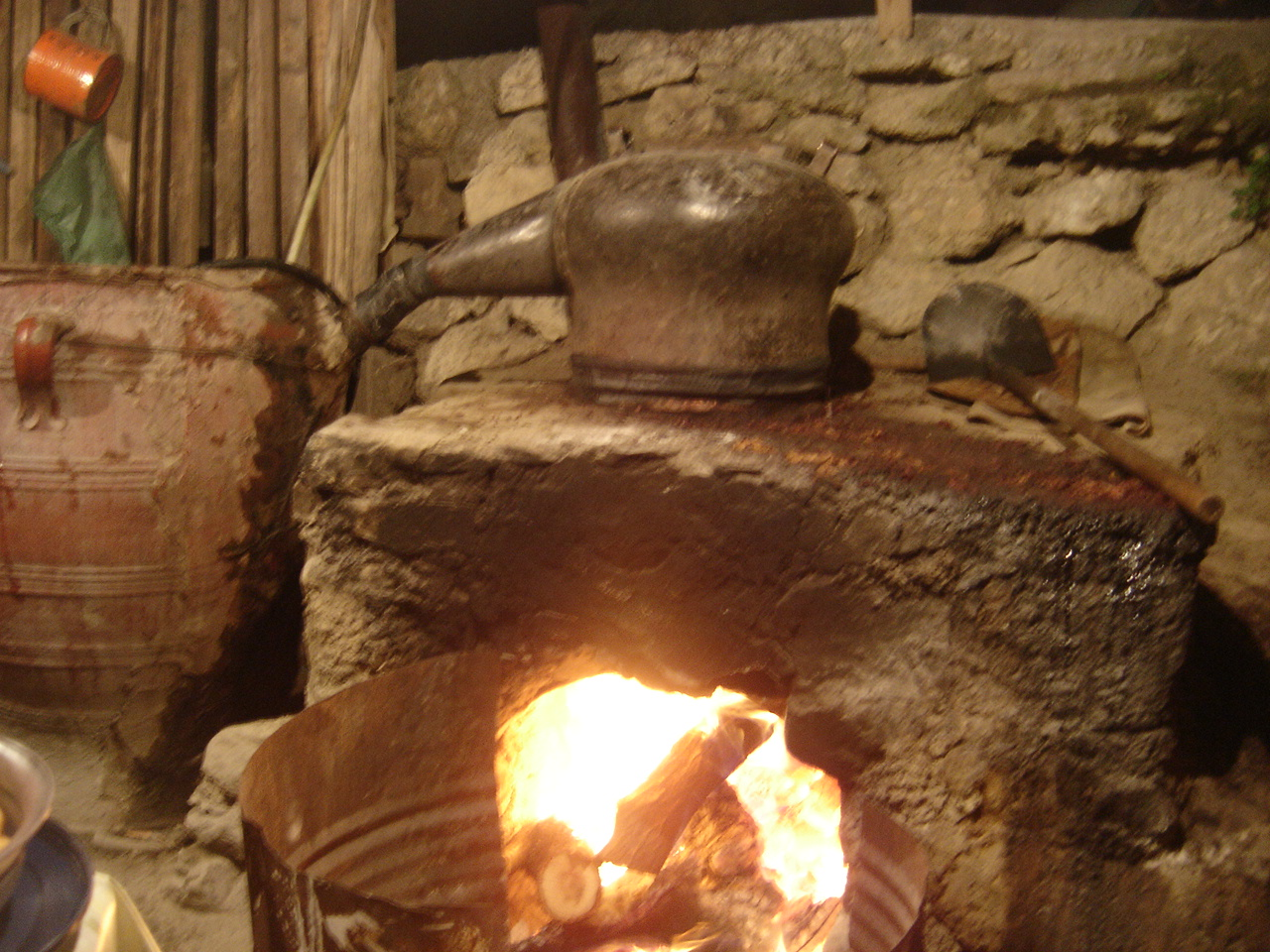
Aparell de destil·lació (kazani) trobat al poble d'Amiras, Creta
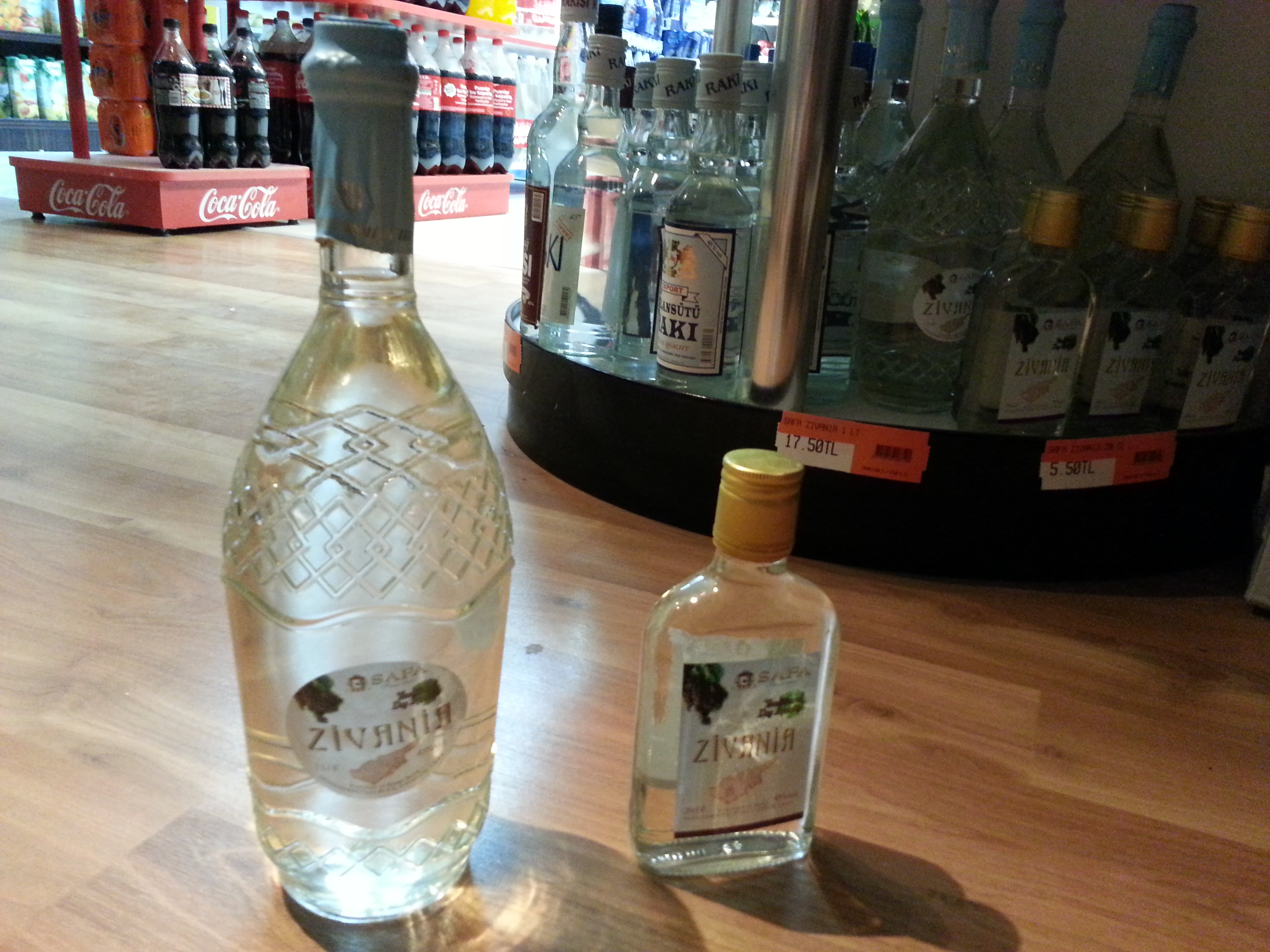
Ampolles del zivania xipriota

Segons la Llei xipriota sobre regulació i control dels productes del raïm de 1965 (52/1965), el zivania es defineix com «una beguda alcohòlica que no contingui més del 60% d'alcohol per volum que es produeix exclusivament a partir de la primera destil·lació de vi, raïm i orujo que va passar per fermentació o panses o qualsevol altra resta del mateix».
Des de 1989, el zivania està protegit per la normativa de la UE amb el nom «brisa de raïm produït a Xipre». Des del 2004, el zivania està subjecta a la regulació europea que el declara «un producte típic xipriota que no es pot produir en cap altre lloc i comercialitzar amb aquest nom».

## Característiques
El zivania és incolor, transparent, amb un sabor aromàtic lleugerament sec amb un lleuger aroma a panses, no conté sucres ni té acidesa. La graduació alcohòlica típica és del 45 % vol.

## Producció
La producció de zivania comença amb el premsat de raïm madur per produir most. A continuació, es comprova la densitat del most de raïm amb un densímetre Baumé per assegurar-se que té un valor de densitat inferior a 13 ° Baumé. Això és necessari perquè el most assoleixi una fermentació completa i adequada. Després, el most de raïm, junt amb l'orujo, es col·loca en grans recipients i es deixa fermentar. Tradicionalment, la barreja de most-orujo era col·locada en grans recipients de fang (en grec: πιθάρι. pithos). Tan bon punt s’ha acabat el procés de fermentació (és a dir, es comprova el most fermentat i es confirma que té un valor inferior o igual a 0 ° Baumé), la barreja fermentada de most-orujo es transfereix al contenidor principal de l'alambí (en grec: καζάνι, kazani) per a la seva destil·lació.
La zivania tradicional encara es diu lampikos (en grec: λαμπίκος; vegeu alambic) en el dialecte grec xipriota. En alguns pobles de Xipre, tots els vilatans solien compartir un únic lampikos. Els alambins tradicionals de zivania són similars als que s’utilitzen per al tsikoudia a Creta.
Un cop tancat hermèticament el contenidor principal de l’alambí, es posa foc a sota. El foc es controla i es manté per produir calor constant. El primer zivania que prové de l’alcohol encara té el contingut alcohòlic molt elevat, mentre que el darrer tret de l’aparell té un contingut alcohòlic baix i s’anomena porakos (πόρακος). Normalment es descarta el primer zivania, ja que no és bo per beure perquè conté productes químics nocius o s’utilitza per fer massatges a les parts del cos adolorides.
Depenent de la mescla de destil·lació, es produeixen diferents qualitats de zivania:
- Zivania produït utilitzant només vi per a la destil·lació.
- Zivania produït amb vi i orujo per a la destil·lació.
- Zivania produït amb orujo, aigua i zivania fluixa.

## Emmagatzematge i transport
El zivania sol emmagatzemar-se en contenidors de fusta nets o de metall galvanitzat que es poden segellar per contenir l'evaporació. Es pot transferir a ampolles de vidre per a un breu emmagatzematge o consum.

## Consum i altres usos
Els xipriotes consumeixen zivania durant tot l'any. Durant l'estiu, se serveix zivania fred amb gel. El zivania no es consumeix sol i sol servir-se amb fruits secs, loukoumi, shoushouko o aperitius petits com el loukaniko xipriota, la lountza i la tsamarella.
Abans de la introducció de la cervesa i altres begudes alcohòliques a Xipre, les principals begudes alcohòliques que els xipriotes consumien eren el vi i el zivania. En alguns pobles de Xipre s’afegeix canyella al zivania, que li dona un color, aroma i sabor vermells diferents. Quan es deixa envellir el zivania, guanya un sabor i aroma més forts. El zivania envellit és molt apreciat i es conserva per al consum durant ocasions especials o com una delícia acollidora pels visitants.
Zivania, a més del seu ús com a beguda alcohòlica, també s’utilitza per tractar ferides, per fer massatges a les parts del cos adolorides, com a remei contra refredats i mal de queixal, i com a beguda d’escalfament durant els mesos freds de l’hivern, especialment als pobles de les muntanyes Tróodos.

## Autenticitat
Per establir l'autenticitat del zivania, es van fer estudis químics per investigar quins dels elements analitzats constitueixen paràmetres diagnòstics que estableixen l'autenticitat. Els resultats dels estudis estableixen que el zivania està relacionat amb les condicions geològiques i climàtiques úniques existents a l'illa de Xipre.